# 松戸市立東部小学校
松戸市立東部小学校（まつどしりつとうぶしょうがっこう）は、千葉県松戸市高塚新田にある公立の小学校である。

## 概要
1873年～1874年創立の3つの旧制小学校から始まる約150年続く歴史のある小学校である。長い歴史の中で、梨香台小学校、和名ヶ谷小学校、大橋小学校、東松戸小学校が本校から分離して開設されている。
松戸市立第五中学校との施設統廃合による小中一貫校「東部学園」構想が検討されているものの、その場合の小中学校を合わせた児童・生徒の総数は2030年に約2,000名と見込まれ、全国でも最大規模になる見込みである。
| 年度       | 2016年          | 2030年            | 東部学園  |
| ---------- | --------------- | ----------------- | --------- |
| 第五中学校 | 698名（19学級） | 1,315名（44学級） | 約2,000名 |
| 東部小学校 | 753名（25学級） | 738名（25学級）   | 約2,000名 |

## 沿革
- 1873年（明治 6年）　大橋村、秋山村にそれぞれ旧・大橋小学校、秋山小学校が設置される
- 1874年（明治 7年）　紙敷村に紙敷小学校が設置される
- 1882年（明治15年）　旧・大橋小と秋山小を合併し旧・和名ヶ谷小学校となる
- 1890年（明治23年）　旧・和名ヶ谷小が八柱第一小に、紙敷小が八柱第二小となる
- 1892年（明治25年）　八柱第一小、八柱第二小を統合。紙敷新田において八柱尋常小学校となる
- 1913年（大正 2年）　高等科を設置
- 1924年（大正13年）　清原台（現在地）に新校舎竣工
- 1938年（昭和13年）　松戸町となり松戸東部尋常小学校と改称
- 1943年（昭和18年）　松戸市となる。国民学校令により松戸市東部国民学校と改称
- 1946年（昭和21年）　松戸市立東部小学校と改称
- 1972年（昭和47年）　梨香台小学校が分離。特殊学級（現特別支援学級）開設
- 1973年（昭和48年）　創立100周年記念事業実施
- 1975年（昭和50年）　和名ヶ谷小学校が分離
- 1981年（昭和56年）　大橋小学校が分離
- 2016年（平成28年）　東松戸小学校が分離

## 教育方針
学校目標 : 夢に向かって、心豊かにたくましく成長する児童の育成

## 学校行事
| - 4月 始業式・入学式 - 5月 運動会 - 6月 林間学園 | - 7月 終業式 - 8月 夏季休業 - 9月 始業式 | - 10月 修学旅行 - 11月 特別支援学級合同作品展 - 12月 終業式・冬季休業 | - 1月 始業式・書初め大会 - 2月 ６年生を送る会 - 3月 卒業式・修了式 |